# Ann-Sofie Dahl
Ann-Sofie Dahl, född Nilsson 1958 i Helsingborg, är en svensk utrikes- och säkerhetspolitisk forskare, författare och debattör. Hon är docent i internationell politik och affilierad forskare vid tankesmedjan Atlantic Council.

## Biografi
Dahl har publicerat böcker, rapporter och artiklar om utrikes- och säkerhetspolitik, nordisk-baltisk säkerhet och NATO. Hon disputerade vid Lunds universitet 1987 i internationell politik på avhandlingen Political Uses of International Law (Lund: Dialogos förlag, 1987)  och blev senare docent.  Hon var gästforskare 1985–1986 vid Princeton University´s Center for International Studies och därefter resident scholar vid Georgetown University, Department of Government 1986–1992.
Dahl myntade uttrycket "den moraliska stormakten" om svensk socialdemokratis internationella aktivism i tredje världen med boken med samma titel som gavs ut av Timbro 1991. Åren 1993–1994 var hon säkerhetspolitisk forskare vid FOA och därefter forskare och chef för den säkerhetspolitiska avdelningen vid Militärhögskolan till 1996.
Tillsammans med Henrik Landerholm grundade hon 1996 Svenska Atlantkommittén. Dahl var organisationens generalsekreterare från grundandet fram till 1998 och därefter vice ordförande.  Mellan 2002 och 2005 var hon viceordförande för paraplyorganisationen Atlantic Treaty Association. Dahl var verksam vid tankesmedjan Center for Strategic and International Studies i Washington, DC 2001–2007 och 2010–2017 samt var gästforskare vid Nato Defense College i Rom 2012 och senior research fellow vid Senter for Militære Studier i Köpenhamn  2013–2016. 
Hennes bok NATO: Försvarsallians i förändring  utkom 2019 och i en uppdaterad utgåva 2022. Boken ger en historisk översikt över organisationen från dess grundande fram till samtiden. Boken har översatts till danska. Hon medverkar regelbundet i Axess, Berlingske, Svenska Dagbladet och Vårt Försvar har tidigare bland annat varit kolumnist i Sydsvenskan/Helsingborgs Dagblad.
Hon är sedan 2020 ledamot i Kungliga Krigsvetenskapsakademien. Hon är bosatt i Köpenhamn sedan 2003.